# Kurixalus wangi
Kurixalus wangi es una especie de anfibios de la familia Rhacophoridae.

## Distribución geográfica y hábitat
Es endémica del sur de la isla de Taiwán. Su rango altitudinal oscila entre 1 y 500 m s. n. m..